# Monte Nebo (Utah)
O monte Nebo é a mais alta montanha da cordilheira Wasatch, no estado de Utah, nos Estados Unidos. Tem 3636 m de altitude e 1673 m de proeminência topográfica. Fica na fronteira entre o condado de Utah e o condado de Juab. O seu nome é igual ao do monte Nebo referido na Bíblia e que permite ver Israel, e no qual morreu Moisés. É o centro da área protegida Mount Nebo, na Floresta Nacional de Uinta. 
O monte Nebo tem três picos, tendo o mais a norte 3636 m de altitude. Os levantamentos originais indicavam que o pico meridional teria 3620 m, mas quando novos levantamentos foram feitos na década de 1970, o pico norte foi confirmado como mais alto. Partes da montanha estão cobertas por neve entre outubro e julho. O monte Nebo é um destino popular, embora cansativo, para caminhantes vindos das cidades próximas de Nephi e Salt Lake City.

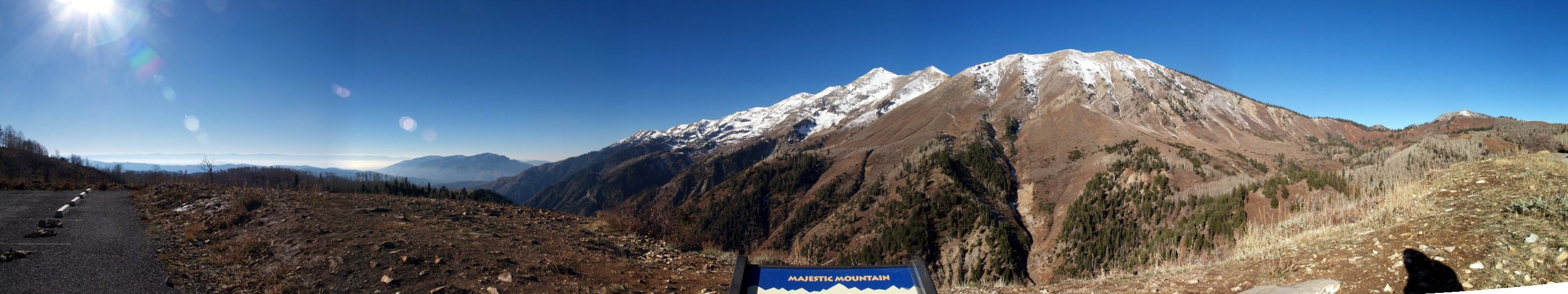
Panorama, 2007.